# Daglan
Daglan település Franciaországban, Dordogne megyében. Lakosainak száma 556 fő (2022. január 1.). Daglan Cénac-et-Saint-Julien, Bouzic, Campagnac-lès-Quercy, Saint-Martial-de-Nabirat, Saint-Pompon, Saint-Laurent-la-Vallée és Saint-Cybranet községekkel határos.

## Népesség
A település népességének változása:
| Lakosok száma | 611  | 608  | 477  | 540  | 556  | 560  | 538  | 529  | 527  | 556  |
|               | 1968 | 1982 | 1990 | 2006 | 2013 | 2015 | 2017 | 2019 | 2020 | 2022 |